# James Thomas (Filmemacher)
James H. Thomas ist ein US-amerikanischer Filmproduzent, Filmregisseur, Drehbuchautor und Filmeditor.

## Leben
Thomas wuchs im Mittleren Westen im US-Bundesstaat Ohio auf. Seine alleinerziehende Mutter hatte drei Jobs um ihn und seine Geschwister zu versorgen. Parallel zu seinem High School Besuch konnte er an einer Berufsschule Multimedia-Unterricht nehmen. Später studierte er und nahm erste Arbeiten in der Filmindustrie entgegen. Ab 2010 entstand der Wunsch bei ihm, eigenen Filme zu schaffen. Ende 2011 traf er Canyon Prince, mit dem er Anfang 2012 die Filmproduktionsfirma Two Guys and a Film gründete.
Erste Werke waren Mitwirkungen an Fernsehserien in unterschiedlichen Funktionen. Seit 2018 dreht er Filme für die Filmproduktionsfirma The Asylum. Er ist spezialisiert auf Mockbuster und schuf Filme wie Tomb Invader, Megalodon oder Battle Star Wars – Die Sternenkrieger.

## Filmografie

### Produktion
- 2011: Get to Know (Fernsehserie)
- 2011: The 1570 (Fernsehserie)
- 2011: All I Want for Christmas Is You (Kurzfilm)
- 2012: Broken Home (Kurzfilm)
- 2014: Hard Sun
- 2014: Run Like Hell
- 2014: The Girlfriend Experience (Kurzfilm)
- 2019: Blood Craft
- 2019: Monster Island
- 2019: The Doctor Will Kill You Now
- 2020: Avatar: Agni Kai (Kurzfilm)

### Regie
- 2007: Next in Line (Fernsehserie)
- 2011: Get to Know (Fernsehserie)
- 2011: The 1570 (Fernsehserie, 3 Episoden)
- 2011: All I Want for Christmas Is You (Kurzfilm)
- 2012: The Road to Seattle (Kurzfilm)
- 2012: Broken Home (Kurzfilm)
- 2014: Run Like Hell
- 2018: Tomb Invader (Fernsehfilm)
- 2018: Megalodon – Die Bestie aus der Tiefe (Megalodon, Fernsehfilm)
- 2020: Battle Star Wars – Die Sternenkrieger (Battle Star Wars)

### Drehbuch
- 2011: The 1570 (Fernsehserie, 3 Episoden)
- 2012: The Road to Seattle (Kurzfilm)
- 2012: Broken Home (Kurzfilm)
- 2014: Run Like Hell
- 2018: Hot Wheels Mini Movie: The Job (Kurzfilm)
- 2018: Megalodon – Die Bestie aus der Tiefe (Megalodon, Fernsehfilm)
- 2018: Supernoobs – Superkräfte aus Versehen (Supernoobs, Zeichentrickserie, Episode 2x17)

### Filmeditor
- 2011: The 1570 (Fernsehserie)
- 2012: The Road to Seattle (Kurzfilm)
- 2012: Broken Home (Kurzfilm)
- 2014: Run Like Hell
- 2020: Battle Star Wars – Die Sternenkrieger (Battle Star Wars)